# Seny Dieng
Seny Dieng (Zürich, 1994. november 23. –) szenegáli válogatott labdarúgó, az angol Queens Park Rangers kapusa. 

## Statisztika

### A válogatottban
| Válogatott | Év       | Pályára lépés | Gól |
| ---------- | -------- | ------------- | --- |
| Szenegál   | 2021     | 1             | 0   |
| Szenegál   | 2022     | 3             | 0   |
| Összesen   | Összesen | 4             | 0   |

## Sikerei, díjai
Szenegáli válogatott
- Afrikai nemzetek kupája
  - Győztes (1): 2021